# Želechovice nad Dřevnicí
Želechovice nad Dřevnicí – gmina w Czechach, w powiecie Zlin, w kraju zlińskim. Według danych z dnia 1 stycznia 2012 liczyła 1930 mieszkańców.
Do 31 grudnia 2008 miejscowość stanowiła część miasta Zlin.
Zobacz też:
- Želechovice